# Querfurter Platte
Die Querfurter Platte ist eine bis 244,6 m ü. NHN hohe Landschaft im Saalekreis, Mansfeld-Südharz und Burgenlandkreis in Sachsen-Anhalt. Namensgebend ist die Kleinstadt Querfurt, die im nördlichen Bereich der Platte liegt.

## Geographie

### Lage
Die Querfurter Platte wird begrenzt durch den Hornburger Sattel im Nordwesten, das Geiseltal im Osten und das Tal der Unstrut bei Nebra im Süden und die Buntsandsteinplatte des Ziegelrodaer Forstes im Westen. Sie ist, ähnlich der Mansfelder Platte im Nordnordwesten, ein welliges Plateau mit Höhenlagen zwischen 120 und 244,6 m.

### Erhebungen
Zu den Erhebungen der Querfurter Platte gehören – sortiert nach Höhe in Meter (m) über Normalhöhennull (NHN):
- Barnstädter Huthügel (244,6 m), südlich von Barnstädt, Saalekreis
- Wedenberg (241,6 m), nördlich von Farnstädt, Saalekreis
- Langer Berg (240,8 m), westlich von Müncheroda, Burgenlandkreis
- namenlose Kuppe? (238,9 m), westlich von Barnstädt, Saalekreis
- Galgenberg (225,8 m), westlich von Querfurt, Saalekreis

### Naturräumliche Zuordnung
Innerhalb der naturräumlichen Haupteinheitengruppe Thüringer Becken (mit Randplatten) (48) gehört die Querfurter Platte zur Haupteinheit Querfurter Platte und Untere Unstrutplatten (Nr. 489).

## Geologie und Natur

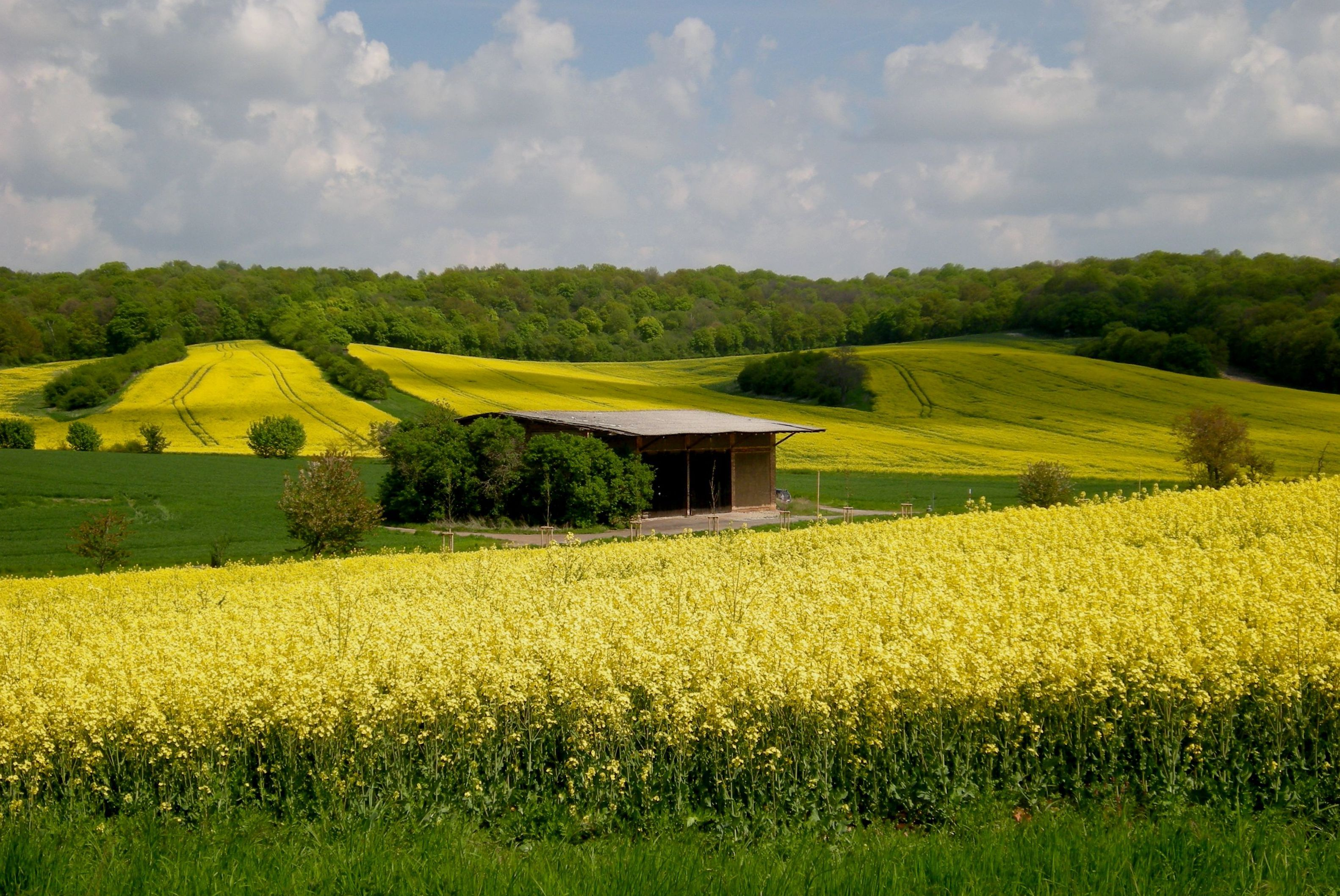
Landschaftsbild nahe Querfurt

Aufgrund der geologischen Verhältnisse, der Lage im Mitteldeutschen Trockengebiet und der intensiv betriebenen Landwirtschaft ist die Querfurter Platte durch eine minimale Oberflächenentwässerung und eine geringe Flussdichte gekennzeichnet.
Die Querfurter Platte ist eines der größten Löss-Schwarzerdegebiete in Sachsen-Anhalt. Die Böden weisen ein hohes Ertragspotential auf. Das Landschaftsbild wird durch die intensiv betriebene Landwirtschaft geprägt und ist entsprechend strukturarm. Bestimmend sind großflächige Ackerschläge in einer offenen Agrarlandschaft. Strukturbildende Elemente wie Kleingehölze, Hecken, Ackerraine und Baumreihen sind nur noch in geringer Anzahl vorhanden.

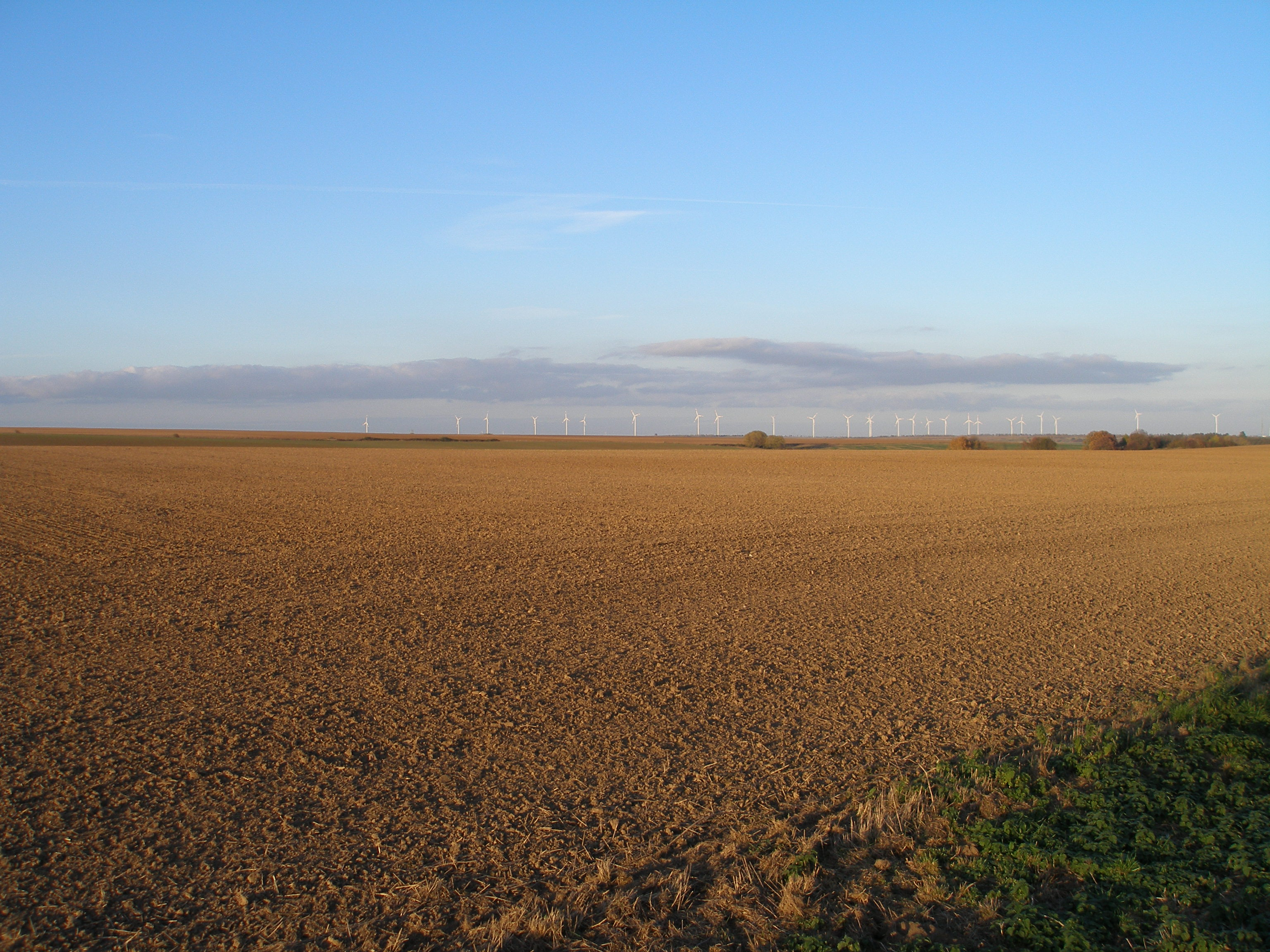
Blick von der L 172 bei Hermannseck nordnordostwärts über die Querfurter Platte zum Windpark bei Oberfarnstädt

Das Untergrundgestein (Muschelkalk) sowie der darüber liegenden mächtigen Lössschichten bedingen ein wenig bewegtes Relief. Die flachwellige Morphologie der Landschaft bedingt vielfältige Akkumulations- und Erosionsprozesse. Im Westen und Süden endet das flach nach Osten geneigte Plateau mit einer steilen Stufe.
Aufgrund der Windhöffigkeit entstanden im Bereich der Querfurter Platte in den letzten Jahren mehrere Windparks.

## Klima
Die klimatischen Verhältnisse werden durch die Lage im Mitteldeutschen Trockengebiet bestimmt. Der durchschnittliche Jahresniederschlag beläuft sich auf etwa 500 mm (Querfurt: 488 mm), die durchschnittliche Jahresmitteltemperatur beträgt 8 bis 9 °C (Bad Lauchstädt: 8,8 °C).